# Everything Sucks (Reel Big Fish)
Everything Sucks è il primo album in studio del gruppo musicale statunitense Reel Big Fish, pubblicato nel 1995.

## Tracce
1. I'm Cool – 1:43
2. Join the Club – 3:11
3. Call You – 3:04
4. Hate You – 3:27
5. I'll Never Be – 4:05
6. Boyfriend – 3:49
7. Fo' Head – 2:04
8. Trendy – 3:25
9. Skatanic – 3:13
10. Why Do All Girls Think They're Fat? – 2:21
11. Say 'Ten' – 2:22
12. I Want Your Girlfriend to Be My Girlfriend – 3:17
13. Jig – 1:37
14. Go Away – 1:16
15. Beer – 3:40
16. Snoop Dog, Baby – 3:32
17. Big Fuckin' Star – 3:12
18. Fuck Yourself – 2:45
19. Spin the Globe – 4:21
20. I'm Her Man – 3:48
21. Super Hero #5 – 3:30

## Formazione
- Aaron Barrett – chitarra, voce
- Matt Wong – basso
- Andrew Gonzales – batteria
- Dan Regan – trombone
- Tavis Werts – tromba
- Robert Quimby – trombone
- Adam Polakoff – sassofono